# Distrito de Changuillo
El distrito de Changuillo es uno de los cinco distritos de la Provincia de Nazca, ubicada en el Departamento de Ica, bajo la administración del Gobierno regional de Ica, en el sur del Perú. 
Desde el punto de vista jerárquico de la Iglesia católica forma parte de la Diócesis de Ica.

## Historia
El distrito fue creado mediante Ley n.º 10165 del 12 de enero de 1945, durante el gobierno del Presidente Manuel Prado Ugarteche.

## Autoridades

### Municipales
- 2019 - 2022[3]
  - Alcalde: Abelardo Federico Hernández Quispe, del Movimiento Regional Obras por la Modernidad.
  - Regidores:

  1. Teobaldo Gutiérrez Allccarima (Movimiento Regional Obras por la Modernidad)
  2. Jaime Enrique Misaico Arones (Movimiento Regional Obras por la Modernidad)
  3. Gloria María Altamirano Lizarbe (Movimiento Regional Obras por la Modernidad)
  4. Michel Leonardo Gómez Gutiérrez (Movimiento Regional Obras por la Modernidad)
  5. Juana Lidya Belahonia Centeno (Avanza País - Partido de Integración Social)

Alcaldes anteriores
- 2011 - 2014:[4] Carlos Ramírez Pichigua, del Partido Regional de Integración (PRI).

## Festividades
- Santísima Cruz.
- Santa Rosa de Lima.
- Inmaculada Concepción.